# IC 392
IC 392 је лентикуларна галаксија у сазвјежђу Орион која се налази на листи објеката дубоког неба у Индекс каталогу.
Деклинација објекта је + 3° 30' 20" а ректасцензија 4h 46m 25,8s. Привидна величина (магнитуда) објекта IC 392 износи 12,9 а фотографска магнитуда 13,9. IC 392 је још познат и под ознакама UGC 3158, MCG 1-13-1, CGCG 420-2, VV 665, IRAS 04438+0324, PGC 15973.